# Nicmer Evans
Nicmer Evans (Caracas, Venezuela, 29 de abril de 1975) es un politólogo venezolano, fundador del Movimiento por la Democracia y la Inclusión.

## Infancia y educación
Evans nació en la Maternidad Concepción Palacios en la parroquia San Juan. Su familia materna es de El Tigre, estado Anzoátegui, y su familia paterna proviene de Caracas. Vivió su niñez y adolescencia en Propatria, Catia, y cursó estudios primarios en el Colegio Jesús Maestro en la parroquia San Bernardino. A los 11 años se ve obligado a empezar a trabajar, producto de una grave enfermedad de su madre, aunque no abandonó los estudios. Nicmer cursó su bachillerato en el liceo José Ángel Álamo, en la parroquia La Candelaria, donde se unió a organizaciones estudiantiles de izquierda contra el gobierno de Carlos Andrés Pérez, y en el liceo Andrés Bello. En 1993 Evans ingresa a la Universidad Central de Venezuela y escoge la carrera de Estudios Políticos y Administrativos, donde obtiene una beca y al final de la carrera es designado como asistente de investigación del Instituto de Estudios Políticos. En el primer semestre de estudios se incorpora al movimiento "Identidad Estudiantil Participativa", y después de la disolución de la organización constituye el movimiento estudiantil “Nosotros”. Nicmer también se desempeñó como editor de los medios estudiantiles «Punto de Corte» y «Orgasmo Intelectual».

## Carrera
Evans comienza a trabajar en la alcaldía de Caracas por ofrecimiento de la concejal de la parroquia Sucre; donde trabajó como director de planificación de las redes sociales de Prevención, estuvo como adjunto en la dirección de recursos humanos, y fue director de gestión comunicacional en el Instituto Municipal de Deporte y Recreación. Nicmer trabaja brevemente en el Ministerio de la Secretaria de Presidencia antes de regresar a la alcaldía. También se desempeñó como director de planificación del Instituto de la Juventud, fue cofundador de la Universidad Bolivariana y fue el primer director del programa de estudios políticos de la universidad. A partir de 2004 ejerció como profesor de la Universidad Central en la escuela de estudios políticos y en la escuela de sociología durante varios años, y en 2008 fue nombrado como director de la Fundación Escuela Venezolana de Planificación.
Militó en el Movimiento Quinta República (MVR) y posteriormente en el Partido Socialista Unido de Venezuela; en 2010 fue precandidato a diputado de la Asamblea Nacional por el circuito 1 del Distrito Capital. En enero del 2013 las Unidades de Batalla Hugo Chávez (UBCHs) lo postulan como candidato a la alcaldía de Caracas, quedando dentro de los primeros cinco postulados válidos, pero las primarias fueron suspendidas. Su último cargo público fue como asesor en la presidencia de la Asamblea Nacional en el mismo año. También fue creador de la Fundación William Lara y la Fundación Carlos Escarra, una en el área de investigación y la otra en el área de publicación.
Rompió con el gobierno en julio de 2013, antes de las elecciones presidenciales donde resultó elegido Nicolás Maduro, en un documento que llamó “Sumas que no suman, Carta abierta a Nicolás Maduro”. Se retiró de la administración pública y el mismo año se incorpora en el partido Marea Socialista, posteriormente volviéndose uno de sus voceros nacionales. El 4 de julio de 2017 Evans anuncia su salida de Marea Socialista, fundando más adelante el Movimiento por la Democracia y la Inclusión.
El mismo año Nicmar se postuló como candidato a la alcaldía del municipio Libertador apoyado por el partido Nueva Visión para mi País (Nuvipa). En agosto de 2017 Nicmer denunció que una comisión del Servicio Bolivariano de Inteligencia (SEBIN) llegó a su residencia en Caracas para interrogarlo sobre el paradero del diputado Germán Ferrer, esposo de la fiscal general destituida por la Asamblea Nacional Constituyente Luisa Ortega Díaz.
Actualmente Nicmer Evans es director del portal de noticias Punto de Corte.

## Detención
En julio de 2020, durante la pandemia de COVID-19, Nicmer Evans le deseó “larga vida" a Fidel Madroñero, militante del PSUV con y conductor de un programa en Venezolana de Televisión que informó que estar contagiado, "para que la justicia del hombre llegue antes que la divina”. Uno de los compañeros de Madroñero en Zurda Konducta, Pedro Carvajalino, amenazó con golpear a Evans, quien respondió que su mensaje podría calificarse como instigación al odio y añadió “Cuando quieras, Pedro” como respuesta a la oferta.
El 13 de julio, funcionarios no identificados del Cuerpo de Investigaciones Científicas, Penales y Criminalísticas (CICPC) allanaron la casa de Evans y mantuvieron detenida a su familia, llevándose detenido a su hermano y abogado en calidad de testigo. Nicmer fue localizado por los funcionarios posteriormente, quienes le informaron que estaba acusado de instigación al odio y lo arrestaron. El 17 de julio su privativa de libertad fue ratificada por el tribunal de control.
El secretario de la Organización de Estados Americanos, Luis Almagro y el Sindicato Nacional de Trabajadores de la Prensa (SNTP) exigieron la liberación de Evans. Partidos opositores, medios nacionales y el gobierno de Juan Guaidó condenaron las actuaciones contra Nicmer, y organizaciones como el SNTP calificaron la detención como injusta. Las diputadas Delsa Solórzano y Adriana Pichardo rechazaron el allanamiento, y Guaidó lo calificó como una “actuación propia de cobardes”.
Amnistía Internacional solicitó la liberación de Nicmer Evans y emitió una acción urgente para instar a la Fiscalía General a que desestimara los cargos. Amnistía Internacional describió la detención como arbitraria y “otro ejemplo de la política de represión del gobierno de Maduro”.
Finalmente el día 1 de septiembre de 2020 Nicmer Evans fue liberado tras 51 días. Sin embargo, denunció que tuvo que dormir 18 días seguidos en el suelo de su celda en los sótanos de la Dirección General de Contrainteligencia Militar (DGCIM) en Caracas, así como también señaló que sus custodios le robaron comida y libros y que no pudo ver luz solar por mes y medio.
El 25 de enero del 2024, el Fiscal General de la República, Tareck William Saab anuncio en la red social X,  que el Ministerio Público detuvo al  exfiscal Renny Amundaraín y el ex Defensor Público Adys Salcedo para ser investigados e imputados por los delitos  de Retraso u Omisión intencional de Funciones, Obstrucción a la Administración de Justicia y Asociación para Delinquir, entre las víctimas de esta red se encontraría Nicmer Evans figurando entre la lista de personas extorsionandas por persecución política.